# Tana River (Alaska)
Der Tana River ist ein linker Nebenfluss des Chitina River im zentralen Süden des US-Bundesstaats Alaska.

## Geographie

### Verlauf
Der Tana River wird vom Tana-Gletscher gespeist. Er fließt anfangs entlang dessen Ostrand, später unterhalb dessen Gletscherzunge in überwiegend nördlicher Richtung. Das Flusstal des Tana River bildet die Trennlinie zwischen der Eliaskette im Osten und den Chugach Mountains im Westen. Der Tana River mündet nach 60 Kilometern in den Chitina River. 

### Nebenflüsse
Der West Fork Tana River ist ein linker Nebenfluss des Tana River. Er wird von der Tana-Gletscherzunge des Bremner-Gletschers gespeist. Der West Fork Tana River fließt in östlicher Richtung und mündet nach 24 Kilometern in den Tana River. 
Der Granite Creek ist ein 52 km langer rechter Nebenfluss des Tana River. Er wird von einem namenlosen Gletscher auf einer Höhe von etwa 900 m gespeist. Er fließt in westlicher Richtung durch das Gebirge und mündet in das Ostufer des Gletscherrandsees unterhalb des Tana-Gletschers, der vom Tana River entwässert wird.